# Evangelische Kirche Nieder-Bessingen

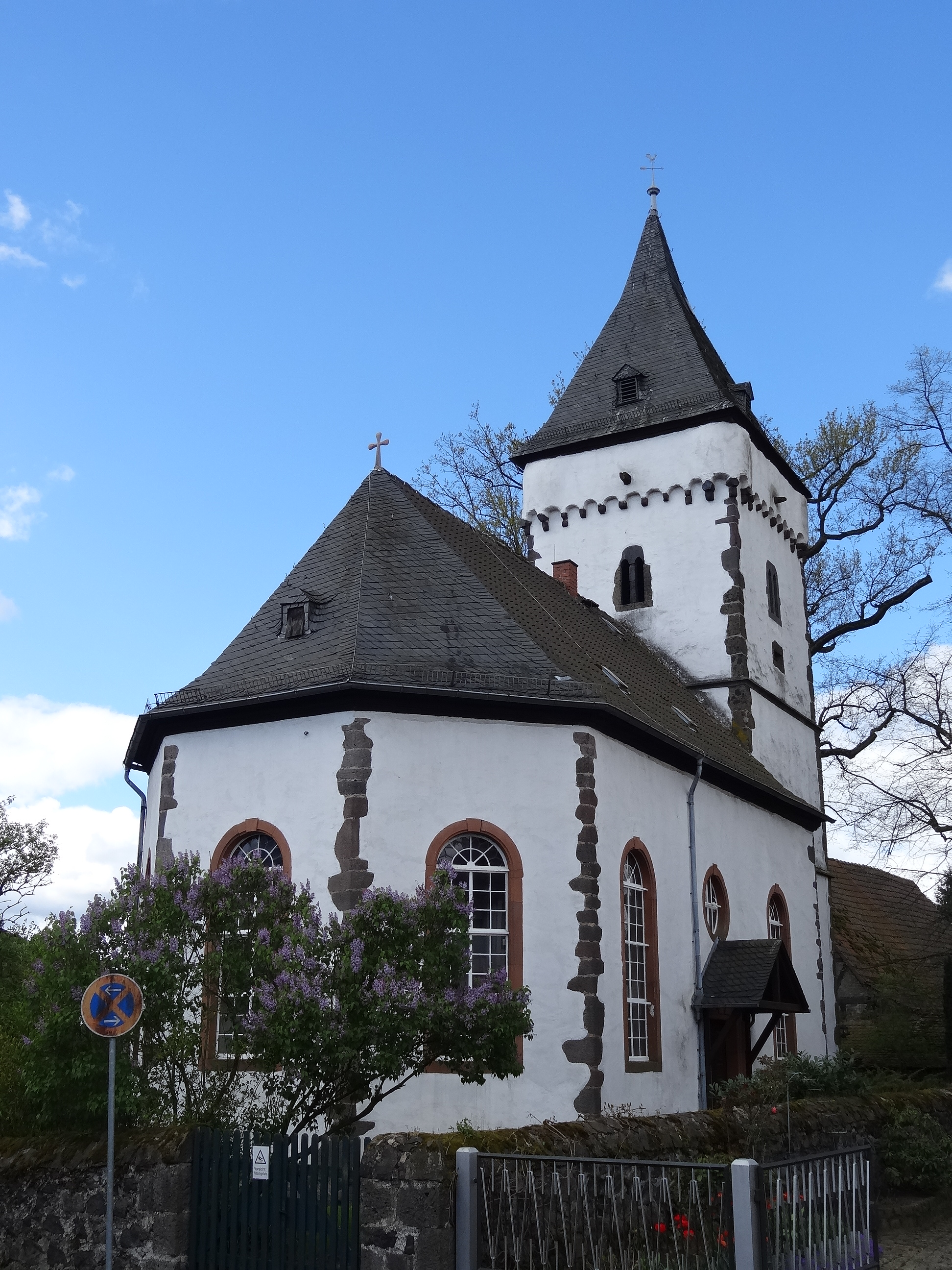
Nordseite der Kirche in Nieder-Bessingen

Die Evangelische Kirche in Nieder-Bessingen, einem Stadtteil von Lich im Landkreis Gießen (Hessen), besteht aus einem spätgotischen Turm aus dem 15. Jahrhundert und dem Kirchenschiff, das nach einem tiefgreifenden Umbau in den Jahren 1738 bis 1742 seine heutige Gestalt erhalten hat. Die Kirche prägt mit ihrem ehemaligen Wehrturm das Ortsbild und ist hessisches Kulturdenkmal.
Die Kirchengemeinde gehört zum Dekanat Gießener Land in der Propstei Oberhessen der Evangelischen Kirche in Hessen und Nassau.

## Geschichte

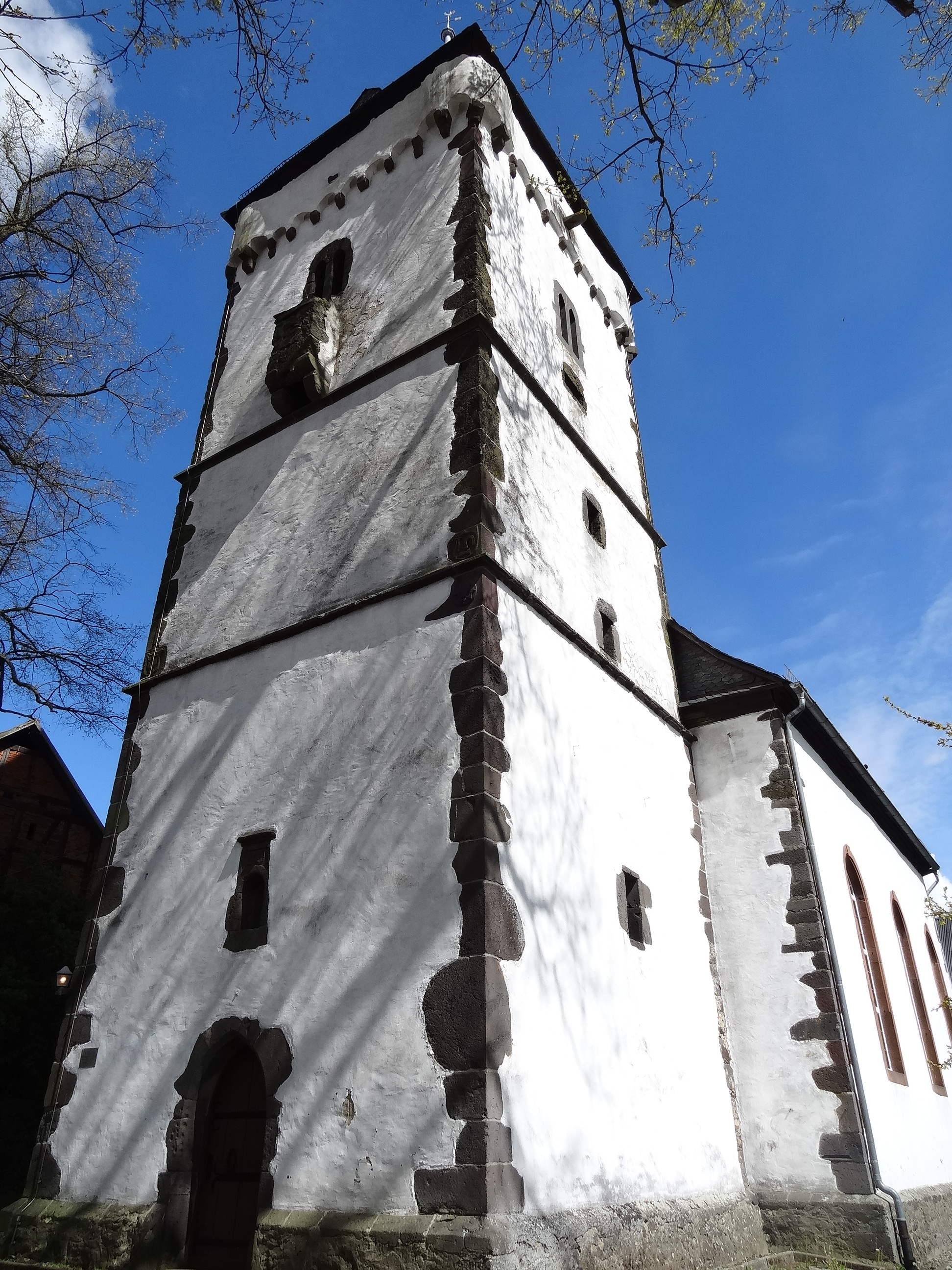
Südwestansicht des Turms

Im Jahr 1315 ist erstmals ist eine Kirche in Nieder-Bessingen bezeugt, die zur Marienstiftskirche Lich gehörte und seit 1504 zur eigenständigen Pfarrei erhoben wurde. Seit der zweiten Hälfte des 16. Jahrhunderts ist Nieder-Bessingen wieder mit Lich verbunden.
Eine neue Kirche mit Westturm wurde im 15. Jahrhundert gebaut. Im ausgehenden Mittelalter gehörte Nieder-Bessingen zum Archidiakonat St. Johannis in der Erzdiözese Mainz.
In den Jahren 1738 bis 1742 erfolgte ein eingreifender Umbau des Schiffs, der fälschlich als Neubau gedeutet wurde. Eine Inschrift an der Nordwestecke lautet: „M. CHRISTOFEL SCHMIT V H 1738“. Auf die nur wenig spätere Entstehungszeit weist der gleiche Sockel und dieselbe unregelmäßige Eckquaderung aus Basaltlava. Demgegenüber wurden im 18. Jahrhundert Sandstein und andere Bearbeitungsmethoden eingesetzt.
2016 wurden Kirchturm, Kirchendach und Außenfassade saniert. Dendrochronologische Untersuchungen ergaben, dass das Turmdach aus dem Mittelalter stammt. In einem weiteren Bauabschnitt wurde 2017 der Kirchenraum saniert und eine neue Heizungsanlage eingebaut.

## Architektur

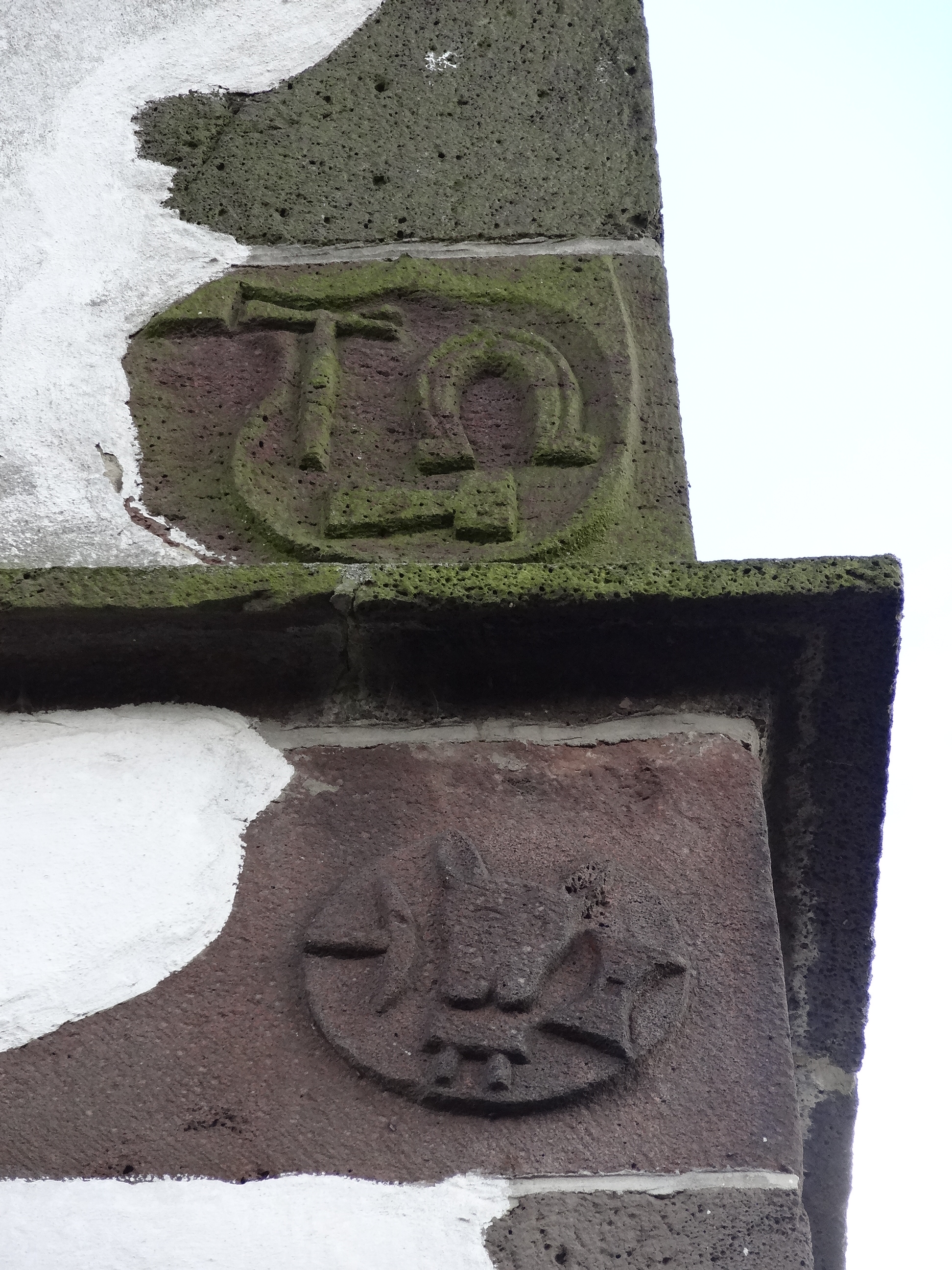
Zunftzeichen

Die geostete Kirche ist am südöstlichen Dorfrand inmitten eines ummauerten Kirchhofs errichtet.
Ältester Baukörper ist der spätgotische, wehrhafte Turmschaft des 15. Jahrhunderts auf fast quadratischem Grundriss. Zwei Gesimse gliedern den Turm mit Eckquaderung, der im Inneren fünf Geschosse hat. Der ehemalige auskragende Wehrgang hat gerundete Ecken und einen umlaufenden Rundbogenfries. Ursprünglich hatte der Umgang vier Ecktürmchen und war mit Zinnen bewehrt. An drei Seiten sind Wasserspeier erhalten. An der Westseite des Obergeschosses ist ein kleiner Gusserker auf Konsolen angebracht, an allen vier Seiten gibt es kleine spitzbogige Zwillingsfenster. Die rundbogige Nische über dem spitzbogigen Westportal diente früher zur Aufstellung einer Heiligenfigur. Bekrönt wird der Turm von einem Zeltdach mit Turmknopf und Kreuz. Das spitzbogige, gefaste Westportal führt in die Turmhalle, die Zugang ins Kirchenschiff und zu den Emporen gewährt. Die Halle hat ein Kreuzrippengewölbe, das in einem Schlussstein mit Dreipass mündet.
Die Saalkirche hat einen 3/8-Chorabschluss und wird von einem verschieferten Satteldach abgeschlossen. An der Nordseite des Schiffs ist über dem Portal ein hölzernes Vordach angebracht. Große Rundbogenfenster in roten Sandsteingewänden an den Langseiten und im Chor belichten den Innenraum. In die Fenster sind Wappenscheiben des 16. Jahrhunderts eingearbeitet. Über dem Nordportal befindet sich ein kleines Rundfenster. An sechs westlichen Eckquadern des Turms und der Nordwestseite des Schiffs sind Handwerksembleme angebracht.
Südwestlich des Turms, im Kirchhof nahe dem Gefallenendenkmal an der Kirchhofmauer, steht die Luthereiche, ein ausgewiesenes Naturdenkmal (ND 05).

## Ausstattung

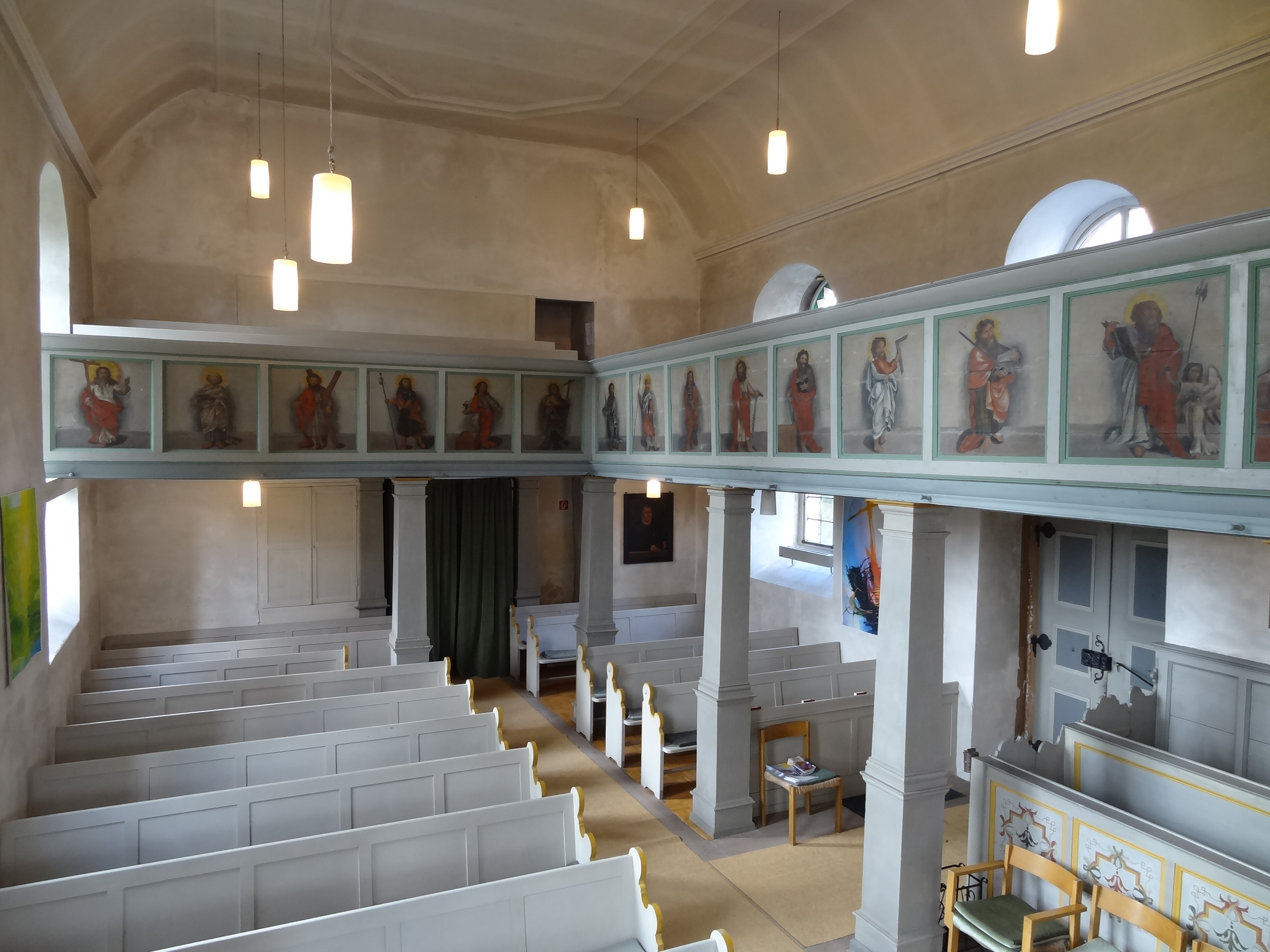
Innenraum mit Blick nach West

Der Innenraum wird von einem schlichten Muldengewölbe mit Stuckatur abgeschlossen. In einem runden Mittelfeld ist ein Pelikan als Symbol für Jesus Christus dargestellt, umgeben von der Inschrift: „MORTUOS VIVIFICO Fecit 1742 E P“ (= Die Toten mache ich lebendig. Hergestellt 1742 E. P.).
Die Kirche hat noch weitgehend ihre barocke Einrichtung. Das Gestühl wurde 1965 erneuert.
Die Winkelempore, die auf toskanischen Pfeilern ruht, wird um die Orgelempore im Osten erweitert. An ihrer Brüstung findet sich Emporenmalerei mit Abbildungen der zwölf Apostel, Jesus und der vier Evangelisten.
Das Chorgestühl von 1742 weist durchbrochenes Gitterwerk und bekrönendes Schnitzwerk auf. Die polygonale Kanzel hat profilierte Felder und einen siebeneckigen Schalldeckel, der mit einem geschnitzten Aufsatz verziert ist. Der Kanzel schließt sich der mit einem hölzernen Gitter umschlossene Pfarrstuhl an.

## Orgel

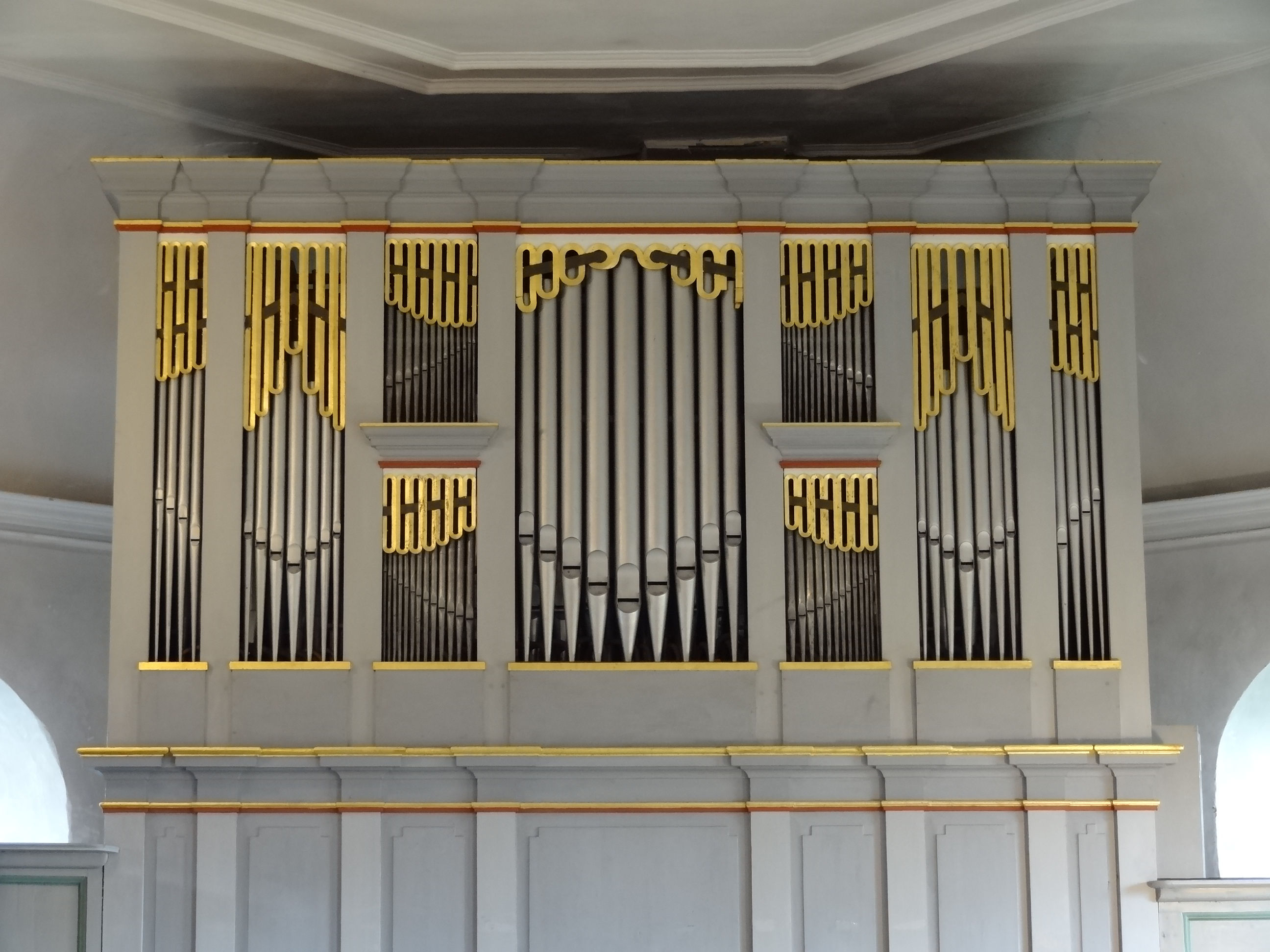
Orgel hinter historischem Prospekt (1831)

Schon auf der alten Empore stand 1691 eine Orgel. Johann Hartmann Bernhard schuf im Jahr 1830/31 ein neues Werk mit zehn Registern auf einem Manual und Pedal. Der flache, rechteckige Prospekt wird durch Lisenen in sieben Felder gegliedert. Er ist baugleich mit dem in der Holzheimer Kirche, für die Bernhard ein Jahr zuvor eine ähnliche Orgel schuf. Das große Mittelfeld wird mit den Basspfeifen von zweigeschossigen Diskantfeldern flankiert. Außen schließen sich je zwei Felder für die Pfeifen in mittlerer Tonlage an. Alle neun Pfeifenfelder werden oben mit vergoldetem Schleierwerk in Form von Biedermeier-Ornamenten abgeschlossen. Ein durchlaufendes, profiliertes Kranzgesims schließt das Gehäuse oben ab. Bernhard baute im Pedal eine von ihm entwickelte Form der Registerkanzellenlade ein, die als neue Erfindung beworben wurde. Die heutige Orgel baute Förster & Nicolaus Orgelbau im Jahr 1957/58 mit acht Registern hinter dem historischen Prospekt. Die Disposition lautet wie folgt:
| Manual C–f3     |    |
| Rohrflöte B/D   | 8′ |
| Salicional      | 8′ |
| Principal       | 4′ |
| Blockflöte      | 2′ |
| Sesquialtera II |    |
| Scharf II–III   |    |

| Pedal C–f1 |     |
| Subbass    | 16′ |
| Octavbass  | 8′  |

- Koppeln: I/P

## Glocken

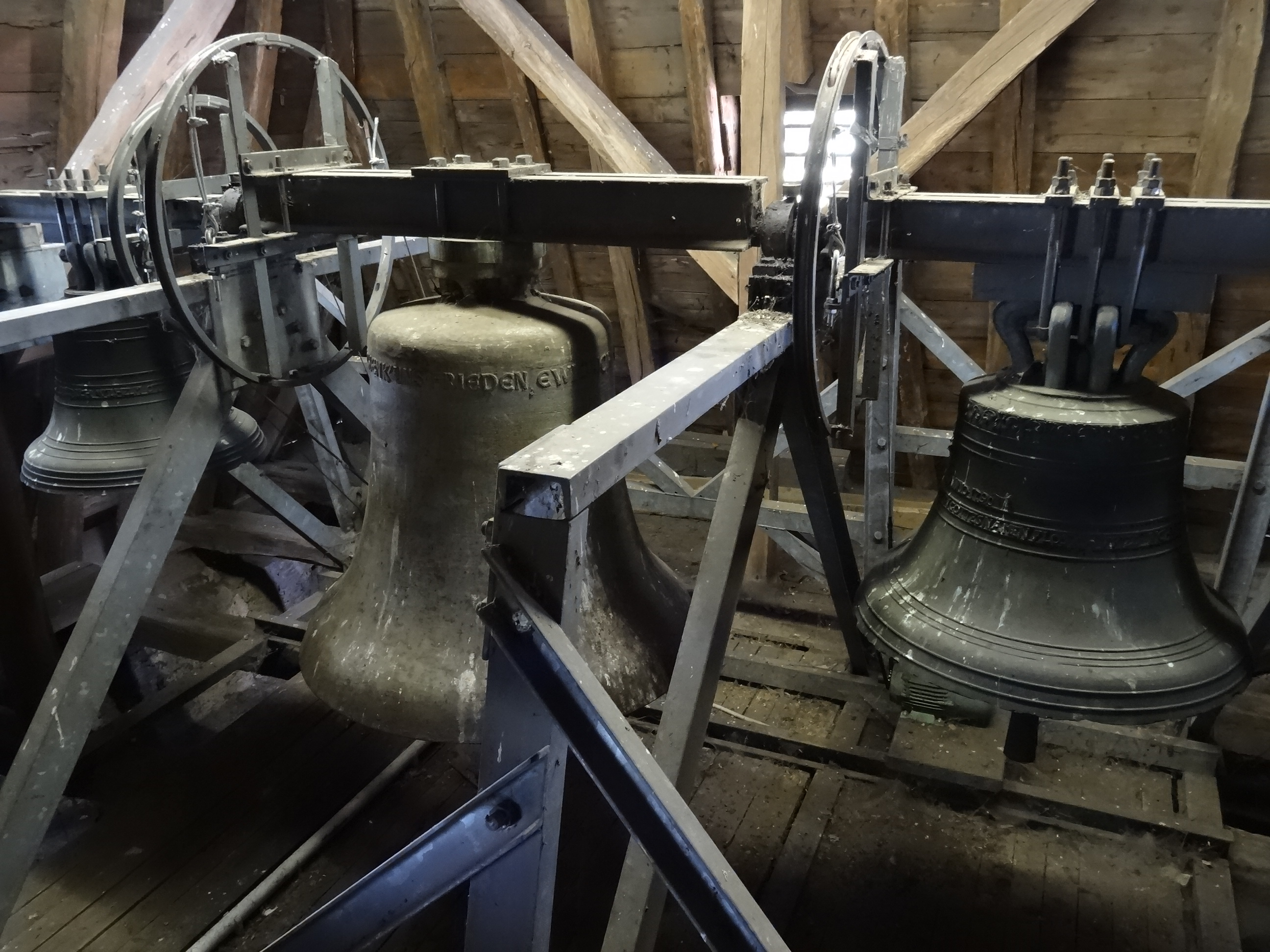
Geläut

Die Kirche beherbergt ein Dreiergeläut. Erhalten sind zwei Glocken von Friedrich Wilhelm Otto aus Gießen (Durchmesser 0,60 und 0,68 Meter, Schlagtöne es2 und des2). Sie wurden im Jahr 1790 gegossen und sind mit Inschriften versehen. Eine dritte Glocke, die Georg Otto aus Gießen 1875 schuf (Durchmesser 0,89 Meter), wurde 1917 abgeliefert und 1925 durch eine Rincker-Glocke ersetzt (Durchmesser 0,903 Meter). Sie wurde im Zweiten Weltkrieg abgetreten und 1951 durch eine Stahlglocke des Bochumer Vereins (Schlagton b1) ersetzt. Die drei Glocken erklingen im Te Deum-Motiv.